# Stomiiformes

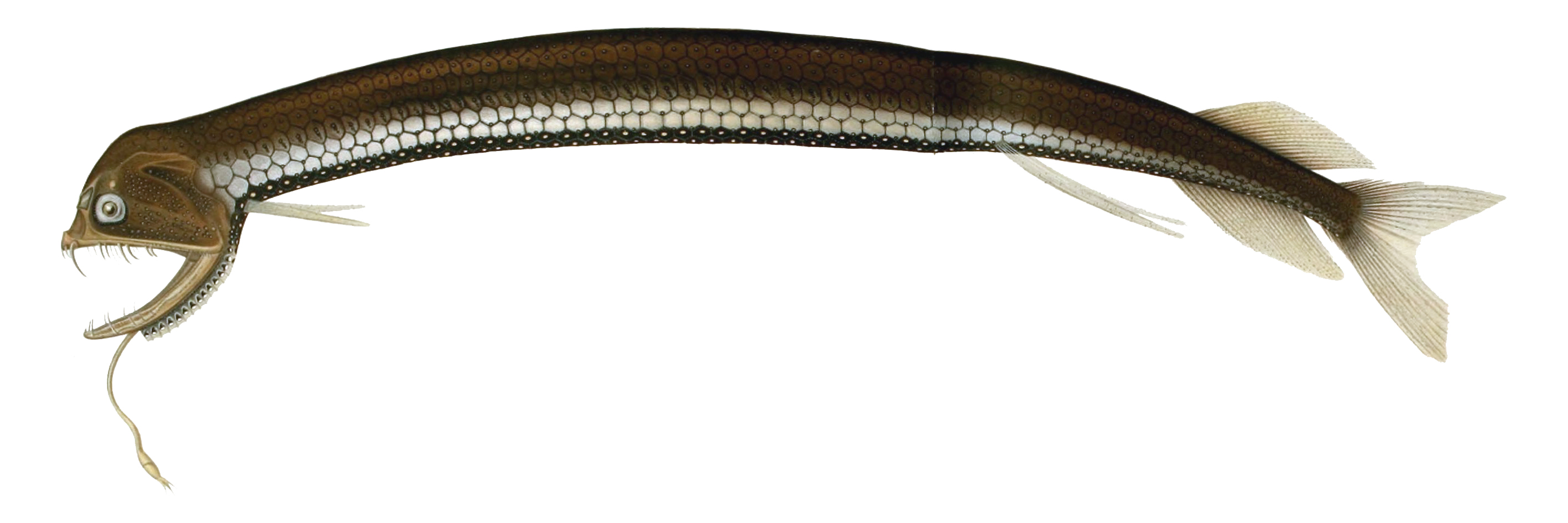
Stomias boa, (fam. Stomiidae)

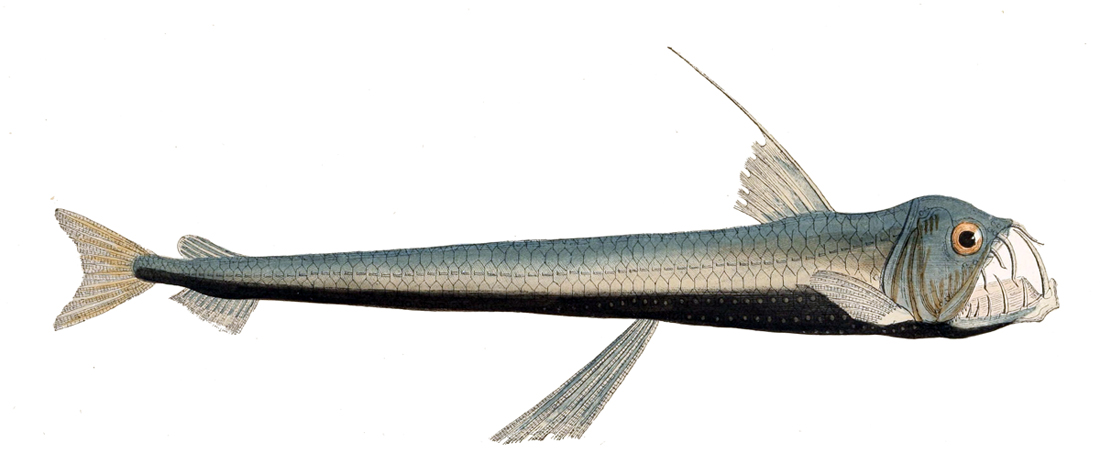
Chauliodus sloani, (fam. Stomiidae)

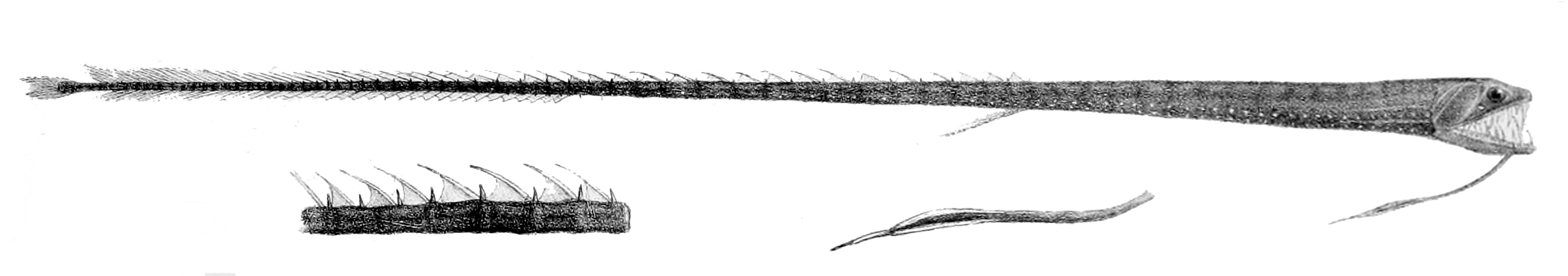
Idiacanthus fasciola, (fam. Stomiidae)

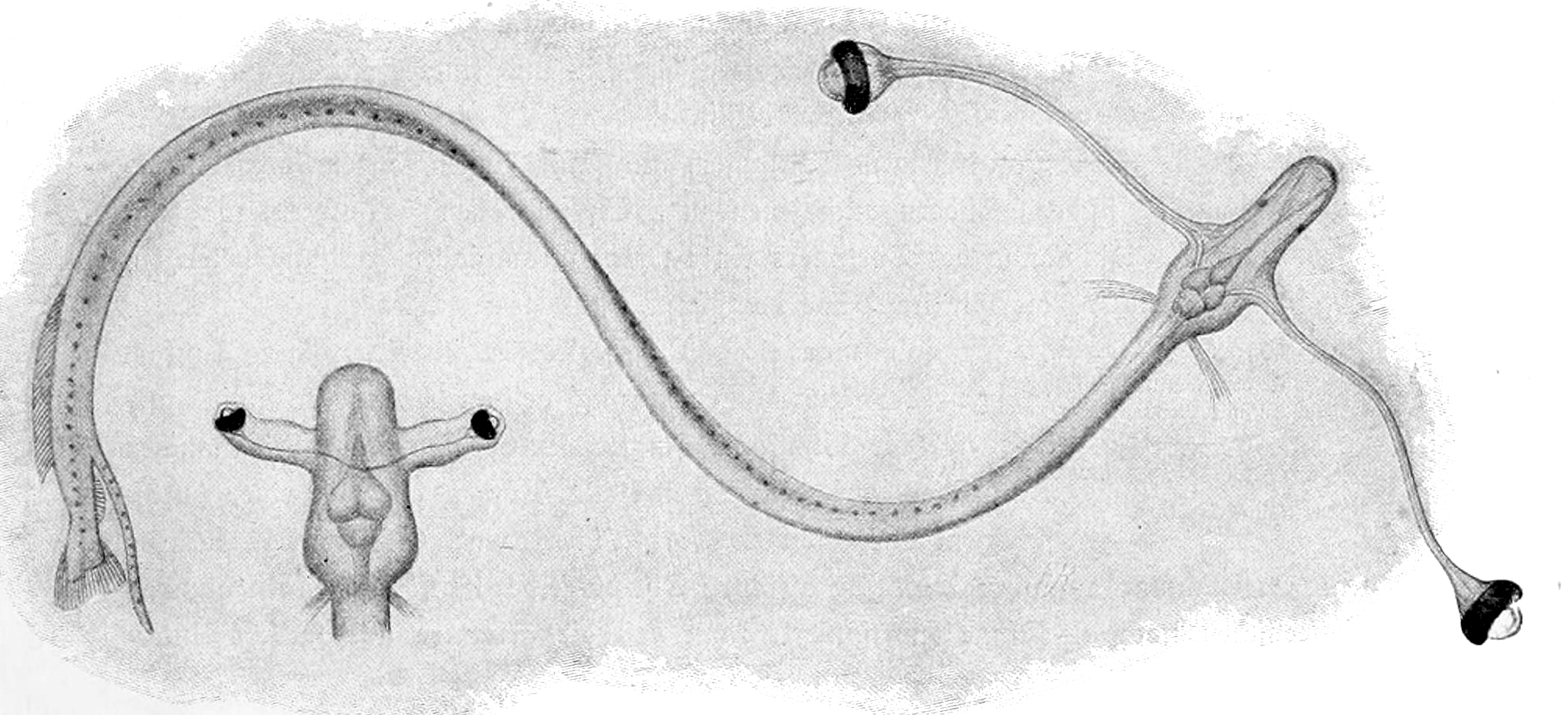
Larva con occhi peduncolati di Idiacanthus fasciola, (fam. Stomiidae)

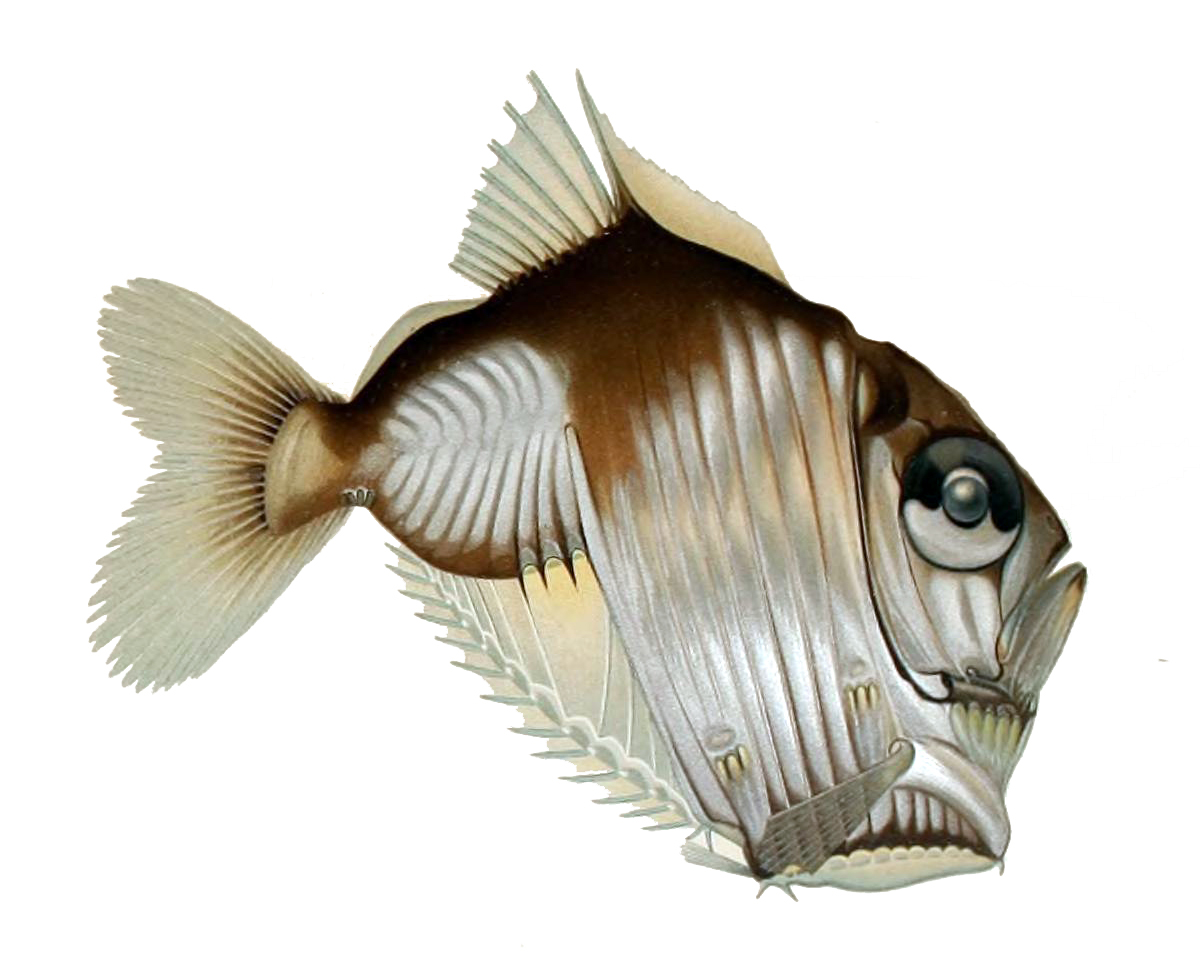
Sternoptyx diaphana, (fam. Sternoptychidae)

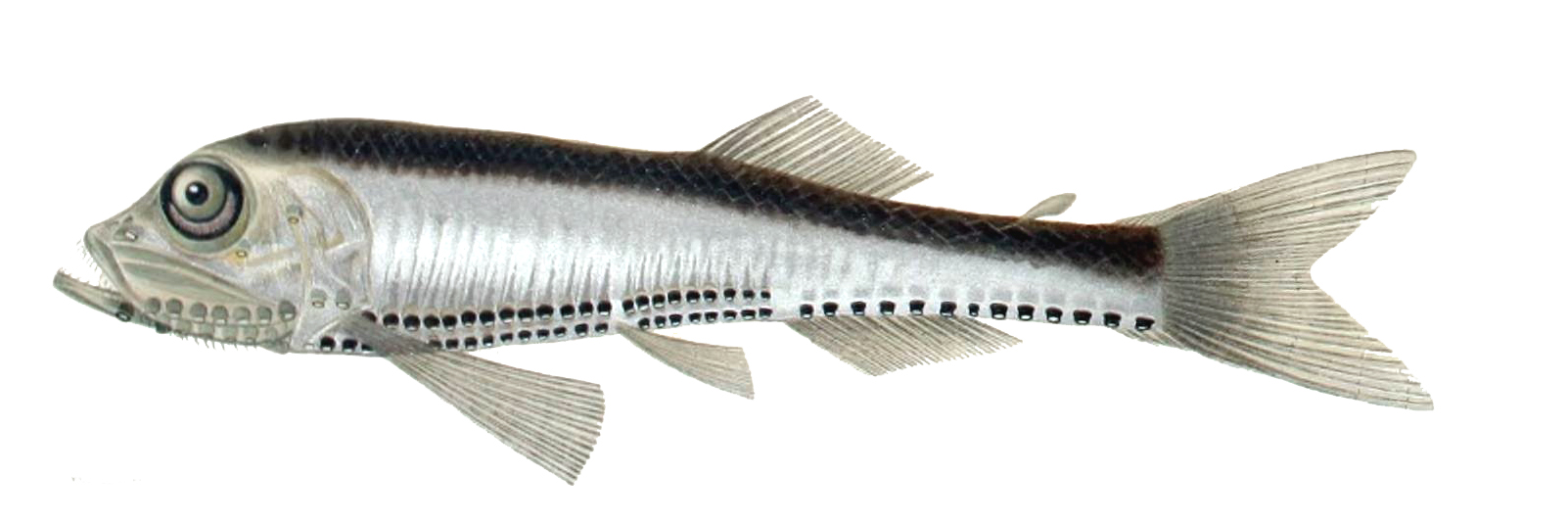
Vinciguerria attenuata, (fam. Phosichthyidae)

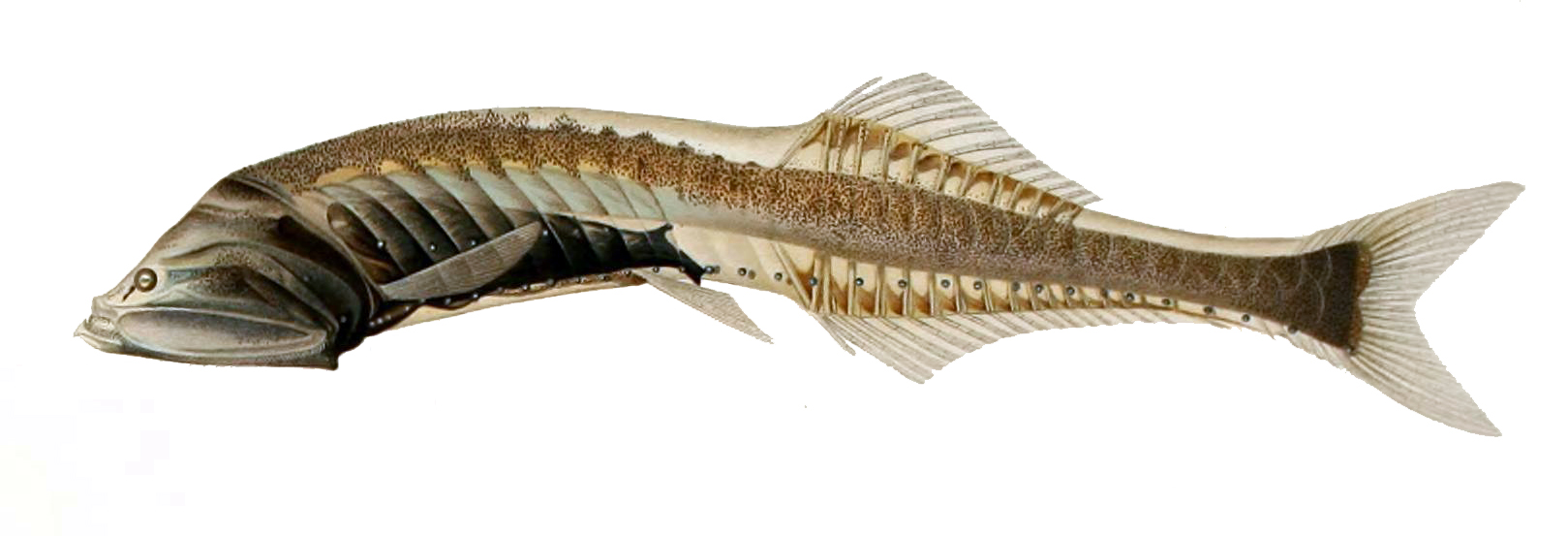
Cyclothone microdon, (fam. Gonostomatidae)

Gli Stomiiformes sono un ordine di pesci ossei. A questo ordine appartengono alcuni dei più noti pesci abissali.

## Distribuzione e habitat
Questi pesci si incontrano in tutti i mari e gli oceani, compresi quelli polari.
Si tratta di alcuni tra i più tipici pesci abissali anche se, di fatto, sono più da considerarsi batipelagici. Possono trovarsi anche in superficie ma in genere sono diffusi in acque profonde fino a diverse migliaia di metri.

## Descrizione
A questo ordine appartengono specie di aspetto abbastanza difforme. In genere questi pesci sono copiosamente dotati di fotofori che formano due linee parallele lungo il profilo ventrale del corpo. Sono quasi tutti di colore scuro. La pinna dorsale può essere o meno seguita da una pinna adiposa. La pinna dorsale e la pinna anale spesso sono arretrate, prossime al peduncolo caudale. Le pinne ventrali sono spesso arretrate e talvolta sono allungate; le pinne pettorali (assenti in molti Stomiidae) sono inserite molto in basso. Le scaglie sono spesso assenti e se presenti sono sottili e vengono perse facilmente. La maggior parte delle famiglie è rappresentata da specie piuttosto allungate e con bocca grande o grandissima, armata di denti lunghi e acuminati. Una parte degli appartenenti alla famiglia Sternoptychidae come la mediterranea Argyropelecus hemigymnus hanno un aspetto molto diverso da quello qui descritto, con corpo molto alto ed estremamente appiattito lateralmente, con bocca ampia e pressoché verticale priva di denti o armata di denti piccolissimi; il loro colore è argenteo. Alcune specie hanno occhi tubolari rivolti verso l'alto. Molti Stomiidae sono dotati di un barbiglio, a volte molto lungo, posto sul mento; spesso il barbiglio porta dei fotofori.
Sono in genere pesci di piccole dimensioni, con taglia massima non superiore a poche decine di centimetri.

## Biologia

### Alimentazione
Sono predatori che possono catturare prede da minute come i crostacei dello zooplancton a più grandi come piccoli pesci.

### Riproduzione
In molte specie le larve hanno un aspetto totalmente diverso da quello degli adulti (es. in Idiacanthus presentano occhi peduncolati). Inoltre le larve si accrescono fino ad una taglia maggiore di quella dell'adulto e con la maturazione sessuale diminuiscono di dimensioni ("fase di riduzione").

## Pesca
Rarissima e del tutto occasionale. Non hanno nessun interesse se non scientifico.

## Famiglie
- Gonostomatidae
- Phosichthyidae
- Sternoptychidae
- Stomiidae